# Josefov
Josefov (deutsch Josefsdorf) ist eine Gemeinde in Tschechien. Sie liegt 7 km nordwestlich von Sokolov in 525 m ü. M. rechts des Flusstales der Svatava (Zwodau) und gehört dem Okres Sokolov an.

## Geographie

### Gemeindegliederung
Die Gemeinde besteht aus den Ortsteilen Hřebeny (Hartenberg), Josefov (Josefsdorf), Luh nad Svatavou (Werth) und Radvanov (Robesgrün). Grundsiedlungseinheiten sind Hřebeny, Josefov I, Josefov II, Luh nad Svatavou und Radvanov.
Das Gemeindegebiet gliedert sich in die Katastralbezirke Luh nad Svatavou und Radvanov.

## Geschichte
Die Gründung des namensgebenden Ortes Josefsdorf erfolgte zum Ende des 18. Jahrhunderts; dieser ist der jüngste Ort der Gemeinde.
Die vermutlich bereits im 12. Jahrhundert bestehende Burg Hertenberg (Hrad Hartenberk) wurde 1230 erstmals urkundlich erwähnt. Sie war Sitz der Herrschaft Hartenberg, zu deren Besitzern u. a. auch die Grafen Schlick gehörten. Im 17. Jahrhundert erfolgte der Umbau der über dem Zwodautal gelegenen Burg zu einem Schloss. Das Dorf Hartenberg bestand im 17. Jahrhundert aus einem Meierhof mit 14 Bewohnern und der Schäferei mit 7 Berwohnern.
Nach der Aufhebung der Patrimonialherrschaften in Böhmen zur Mitte des 19. Jahrhunderts gehörten Hartenberg und Josefsdorf zur Gemeinde Werth. Robesgrün war eine eigenständige Gemeinde. Die Pfarrkirche für alle Orte befand sich in Gossengrün.
Seit 1972 war Josefov einschließlich seiner heutigen Ortsteile nach Krajková eingemeindet. Im Jahre 1990 erhielt es die Selbständigkeit zurück; die neue Gemeinde Josefov wurde gebildet.

## Kultur und Sehenswürdigkeiten
- Schlossruine Hartenberg

## Persönlichkeiten
- Eduard Schömer (1881–1962), Textilarbeiter, Gewerkschafter, SPD-Abgeordneter für Delmenhorst im Oldenburgischen Landtag